# Sónia Ndoniema
Sónia Ndoniema (15 de setembro de 1985) é uma basquetebolista profissional angolana.

## Carreira
Sónia Ndoniema integrou a Seleção Angolana de Basquetebol Feminino, em Londres 2012, que terminou na décima segunda colocação.